# First Ditch Effort
First Ditch Effort é o décimo terceiro álbum de studio da banda americana de punk rock, NOFX. O disco foi lançado em 7 de outubro de 2016. É o primeiro álbum de studio da banda desde Self Entitled que foi lançado em 2012, marcando o maior espaço de tempo entre lançamentos de álbuns de studio na história da banda. First Ditch Effort é também o primeiro álbum desde The War on Errorism lançado em 2003 a não ter Bill Stevenson como produtor, sendo produzido por Cameron Webb.

## Faixas
| N.º            | Título                          | Duração |  |
| 1.             | "Six Years on Dope"             | 1:32    |  |
| 2.             | "Happy Father's Day"            | 1:14    |  |
| 3.             | "Sid and Nancy"                 | 2:22    |  |
| 4.             | "California Drought"            | 3:14    |  |
| 5.             | "Oxy Moronic"                   | 3:56    |  |
| 6.             | "I Don't Like Me Anymore"       | 2:30    |  |
| 7.             | "I'm a Transvest-lite"          | 2:16    |  |
| 8.             | "Ditch Effort"                  | 1:47    |  |
| 9.             | "Dead Beat Mom"                 | 2:18    |  |
| 10.            | "Bye Bye Biopsy Girl"           | 2:00    |  |
| 11.            | "It Ain't Lonely at the Bottom" | 1:33    |  |
| 12.            | "I'm So Sorry Tony"             | 3:18    |  |
| 13.            | "Generation Z"                  | 5:07    |  |
| Duração total: | Duração total:                  | 33:07   |  |